# Tiquilia litoralis
Tiquilia litoralis är en strävbladig växtart som först beskrevs av Rodolfo Amando Philippi, och fick sitt nu gällande namn av A. Richardson. Tiquilia litoralis ingår i släktet Tiquilia och familjen strävbladiga växter. Inga underarter finns listade i Catalogue of Life.